# Castello di Gamberale
Il castello di Gamberale si trova nell'omonimo comune in provincia di Chieti.
Si trova nella parte più alta del cocuzzolo montuoso della città antica, circondato da abitazioni settecentesche in pietra. Domina l'intera valle del Sangro, e si trova circa a 1350 m di altitudine sopra il livello del mare.

## Storia

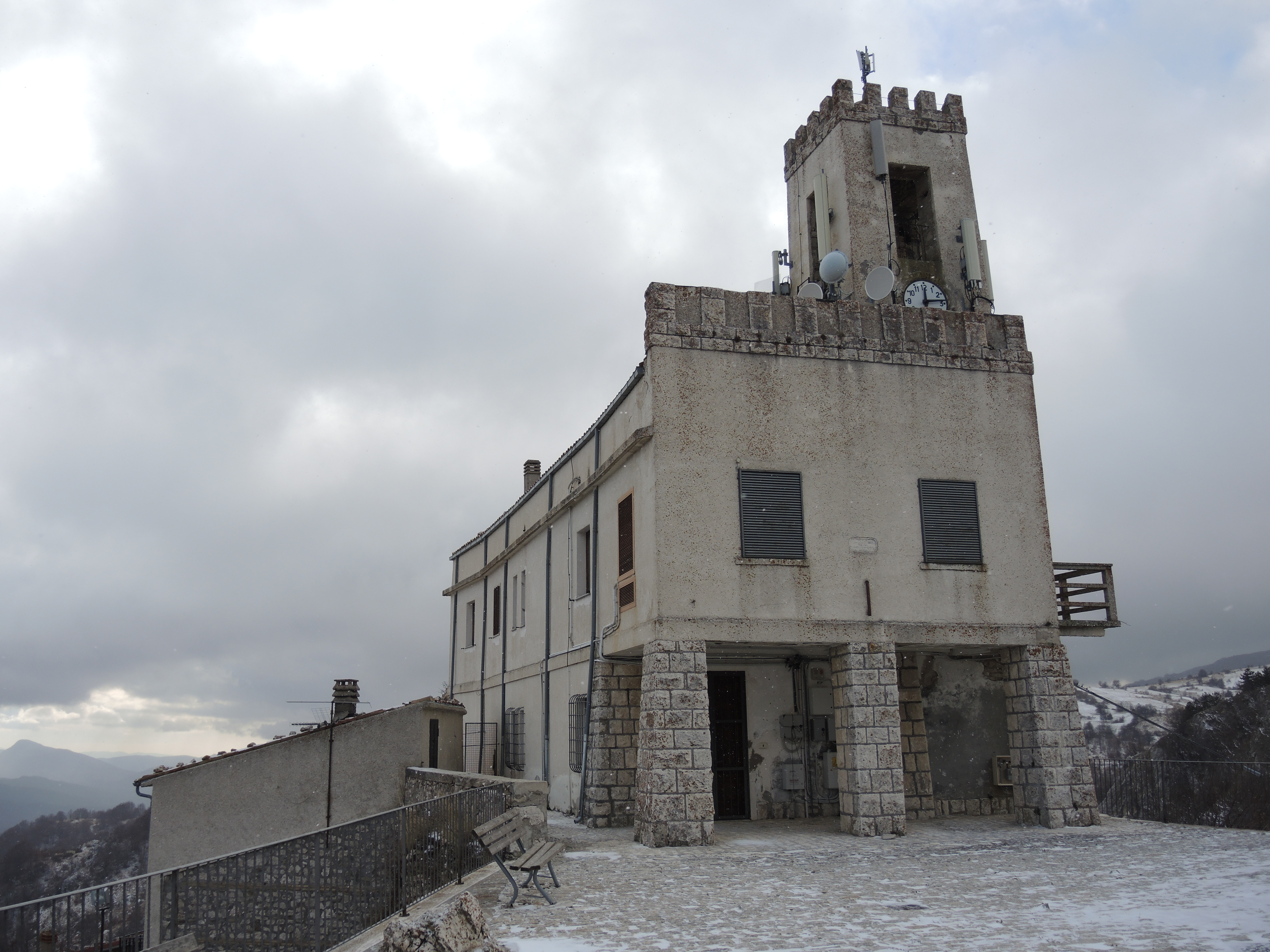
Vista frontale del castello

Il castello risulta costruito nel XII secolo ca. insieme a una chiesa dedicata a San Michele la quale successivamente ingloberà tutto il fortino. Nel secolo Xi
I precedente esisteva già una piccola torre di avvistamento, forse normanna, ampliata con l'arrivo dei baroni napoletani di Capua, che si sostituirono ai monaci di Gamerrano.
Il castello passò nelle mani di vari baroni: inizialmente in possesso di Raimondo d'Annecchino, nel XVI secolo appartenne a Giovanni Maria d'Annecchino. Fu poi di Giovanni Crispano e venne venduto al barone Giuseppe Mellucci per 500 ducati. Passò ancora al marchese Odoardo Benedetti, nobile della provincia dell'Aquila, infine il 14 aprile 1777 passò ai Mascitelli di Atessa, che furono gli ultimi feudatari del luogo.
Nei secoli successivi il castello-fortezza fu usato come prigione e quartier generale per dominare la valle, la chiesa di San Michele risultava già in degrado per i danni del terremoto del 1706, e il paese si andava sviluppando più a valle, nell'area del casino baronale Pollice e ella chiesa di San Lorenzo, che fu rifatta nel 1709.
Nel primo 900 il castello era crollato, fu ricostruito in parte come sede di un asilo con l'Opera nazionale  fascista.
Nel 1943, durante la Seconda guerra mondiale, fu occupato dai nazisti in ritirata verso Castel di Sangro, perseguendo la linea Gustav, divenendo punto strategico di osservazione sulla fondovalle del Sangro. A causa dei bombardamenti alleati e tedeschi, la struttura venne danneggiata e l'ala che si trova a strapiombo verso la valle di Sant'Angelo del Pesco, franò.
Il successivo terremoto del 1984 fece crollare la torretta di guardia, che venne ricostruita con aspetti moderni, cercando di ricalcare l'originale medievale.
Un'iscrizione della facciata principale ricorda che il castello fu restaurato nel 1881 grazie a Pasquale Bucci. Altri restauri si ebbero in seguito alle distruzioni causate dalla seconda guerra mondiale e dal terremoto del 1984, dando al castello l'attuale aspetto pseudo-medievale.

## Descrizione
Il castello ha un corpo centrale a pianta a rettangolare, con un lato a semicerchio, come una sorta di abside. 
I bastioni in pietra sono sopravvissuti alle distruzioni secolari, così come le colonne massicce del portico della facciata e la pavimentazione della piazza antistante.
Le finestre sono in stile moderno e a forma rettangolare. 
La torretta, aperta da finestre ad arco, è provvista di orologi circolari e di un'antenna radio per il paese. 
Le facciate esterne sono intonacate di bianco che fanno da contrasto alle parti in pietra. La torre è provvista di merlatura in pietra.
All'interno, una delle sale, forse costruita su una chiesa più antica, è adibita a sala riunioni del comune.  
L'interno è impreziosito con monumentali dipinti murali dell'artista contemporanea Morena Antonucci.
Le grondaie fanno penetrare tracce di umidità all'interno.